# Череповка (Гомельская область)
Череповка (бел. Черапаўка) — деревня в Октябрьском сельсовете Буда-Кошелёвского района Гомельской области Белоруссии.

## География

### Расположение
В 23 км на юго-восток от Буда-Кошелёво, 15 км от железнодорожной станции Лазурная (на линии Жлобин — Гомель), 22 км от Гомеля.

### Гидрография
На востоке небольшой водоём.

## Транспортная сеть
Транспортные связи по просёлочной дороге, затем по шоссе Довск — Гомель. Планировка состоит из короткой прямолинейной улицы, ориентированной с юго-запада на северо-восток и застроенной неплотно деревянными домами усадебного типа.

## История
По письменным источникам известна с начала XX века как хутор в Дудичской волости Рогачёвского уезда Могилёвской губернии. В 1909 году 334 десятин земли.
В начале 1920-х годов часть переселенцев из деревни основала посёлок Череповка-2 (сейчас посёлок Красный Октябрь). В 1926 году в Блюдницком сельсовете Уваровичского района Гомельского округа. В 1930 году организован колхоз имени К. Я. Ворошилова, работали ветряная мельница, кузница и конная круподробилка. В 1959 году в составе совхоза «Краснооктябрьский» (центр — деревня Октябрь).

## Население

### Численность
- 2004 год — 25 хозяйств, 54 жителя.

### Динамика
- 1909 год — 10 дворов, 39 жителей.
- 1926 год — 30 дворов, 157 жителей.
- 1959 год — 113 жителей (согласно переписи).
- 2004 год — 25 хозяйств, 54 жителя.